# Ignacio Reparaz Rodríguez-Baez
Ignacio Reparaz Rodríguez Baez (Madrid, 1 de marzo de 1870- Madrid 21 de mayo de 1933) fue un militar de alta graduación, condecorado por su valor con la Orden del Mérito de la Guardia Civil y por su labor en la guerra del Rif en Marruecos, era cuñado del teniente general Ricardo Burguete Lana.

## Biografía
Perteneciente a la familia del maestro Antonio Reparaz y hermano del periodista Gonzalo de Reparaz Rodríguez, era el menor de los dos hijos varones, desde joven quiso arreglar el mundo eliminando a los malhechores, el hecho de un robo con arma blanca a sus padres fue la causa, por lo que al fallecer su padre fue apoyado por sus hermanos mayores para que fuese a la academia policial, entrando en el ejército como cuerpo de infantería, al poco lo hizo en el de la Guardia Civil. Destinado a Reus donde residía entonces la familia ocurrió la muerte de su padre, estuvo un tiempo allí tras salir de la academia. De allí como segundo teniente acude a la comandancia de Torrelavega y posteriormente esta por Asturias y Toledo al comienzo del siglo XX.
Su carrera trascurre independientemente de la de su cuñado Ricardo Burguete y de sus sobrinos los militares condecorados, Ricardo Burguete Reparaz, Manuel y Luis Burguete Reparaz, siendo algunos condecorados con la Cruz laureada de San Fernando. Estuvo en la represión de la huelga general del año 1909, dejando la comandancia de Toledo en donde falleció una de sus hijas pequeñas. En 1922 se le nombró secretario para el Rif, a la par que su cuñado el alto comisario de España en Marruecos, sustituyendo a su amigo Dámaso Berenguer; como su ayudante y secretario estuvo viajando constantemente por ello a Marruecos. Al poco como Comandante era profesor del colegio de la Guardia Civil entre 1925 y su fallecimiento, siendo ya Teniente coronel.
Se casó y tuvo al menos dos hijos varones, uno Capitán. Ya fallecido su padre, ambos fueron famosos por el disparo fortuito de una pistola en su hogar familiar en la que uno de ellos, el médico, falleció a las pocas horas del hecho fortuito del dispararse una pistola alemana que este se había metido en su bolsillo de la camisa, en principio leve fue su destino fatal.

### Hoja de Servicio
- Fue condecorado con la Cruces del Mérito Militar.
- Cruz al mérito policial de la guardia civil.
- Falleció con la graduación de Teniente coronel a consecuencia de un infarto habiendo pasado gran parte de su último periodo de vida como profesor respetado del cuerpo de la guardia civil, en la comandancia central de Madrid.